# تجارة المخدرات غير المشروعة في بنما
تشمل تجارة المخدرات غير المشروعة في بنما إعادة شحن الكوكايين القادم من أمريكا الجنوبية إلى الولايات المتحدة، وقد كان غزو الولايات المتحدة لبنما عام 1989 للإطاحة بالديكتاتور مانويل نورييغا يتم تبريره جزئياً بالحاجة إلى مكافحة الاتجار بالمخدرات، وكان نورييغا رئيس بنما من 1983 إلى 1989، على علاقة مع وكالة المخابرات المركزية الأمريكية (CIA) من الخمسينيات. وفي الآونة الأخيرة، كانت الكارتلات المكسيكية مثل سينالوا نشطة في بنما.

## مانويل نورييغا
على الرغم من أن العلاقة لم تصبح تعاقدية حتى عام 1967، عمل نورييغا مع وكالة المخابرات المركزية الأمريكية (CIA) من أواخر الخمسينيات حتى الثمانينيات. وفي عام 1988 اتهمته إدارة مكافحة المخدرات الأمريكية بتهم تتعلق بالمخدرات.
وخلصت اللجنة الفرعية لمجلس الشيوخ لعام 1988 والمعنية بالإرهاب والمخدرات والعمليات الدولية إلى أن «قصة جنرال بنما مانويل أنطونيو نورييغا تمثل واحدة من أخطر إخفاقات السياسة الخارجية للولايات المتحدة. خلال السبعينيات والثمانينيات، تمكن نورييغا من التلاعب بسياسة الولايات المتحدة تجاه بلاده، بينما أخذ بمهارة السلطة شبه المطلقة في بنما، ومن الواضح أن كل وكالة حكومية أمريكية كانت لها علاقة مع نورييغا تغض الطرف عن فساده وتجارة المخدرات، حتى عندما كان يظهر كلاعب رئيسي نيابة عن كارتل ميديلين (كان عضوًا في منظمة يحكها سيئ السمعة الكولومبي بابلو إسكوبار).» سُمح لنورييغا بتأسيس «أول نواة كليبتوقراطية في نصف الكرة الأرضية».
واحدة من المؤسسات المالية الكبيرة التي تمكن نورييغا من استخدامها لغسل الأموال كانت بنك الاعتماد والتجارة الدولي (BCCI) الذي أغلقه مكتب التحقيقات الفدرالي في نهاية الحرب الباردة، وقد شارك نورييغا زنزانته مع المديرين التنفيذيين السابقين لبنك الاعتماد والتجارة الدولي في المنشأة المعروفة باسم «كلوب ميد».
ونتيجة لغزو الولايات المتحدة لبنما عام 1989، تم عزل مانويل نورييغا من السلطة، وأسره وقد احتجز كسجين حرب، ونقل إلى الولايات المتحدة. وقد تمت محاكمة نورييغا في ثماني تهم تتعلق بتهريب المخدرات والابتزاز وغسيل الأموال في أبريل 1992. انتهى حكم مانويل نورييغا في الولايات المتحدة في سبتمبر / أيلول 2007؛ وانتظرته نتائج طلبات التسليم المقدمة من كل من بنما وفرنسا، بشأن الإدانات الغيابية بتهمة القتل في عام 1995 وغسل الأموال في عام 1999، على التوالي، مُنحت فرنسا طلب التسليم الخاص بها في أبريل 2010. وصل إلى باريس في 27 أبريل 2010، وبعد إعادة المحاكمة كشرط للتسليم، تم إدانته وحُكم عليه بالسجن سبع سنوات في يوليو 2010.